# Weinbau in Montenegro

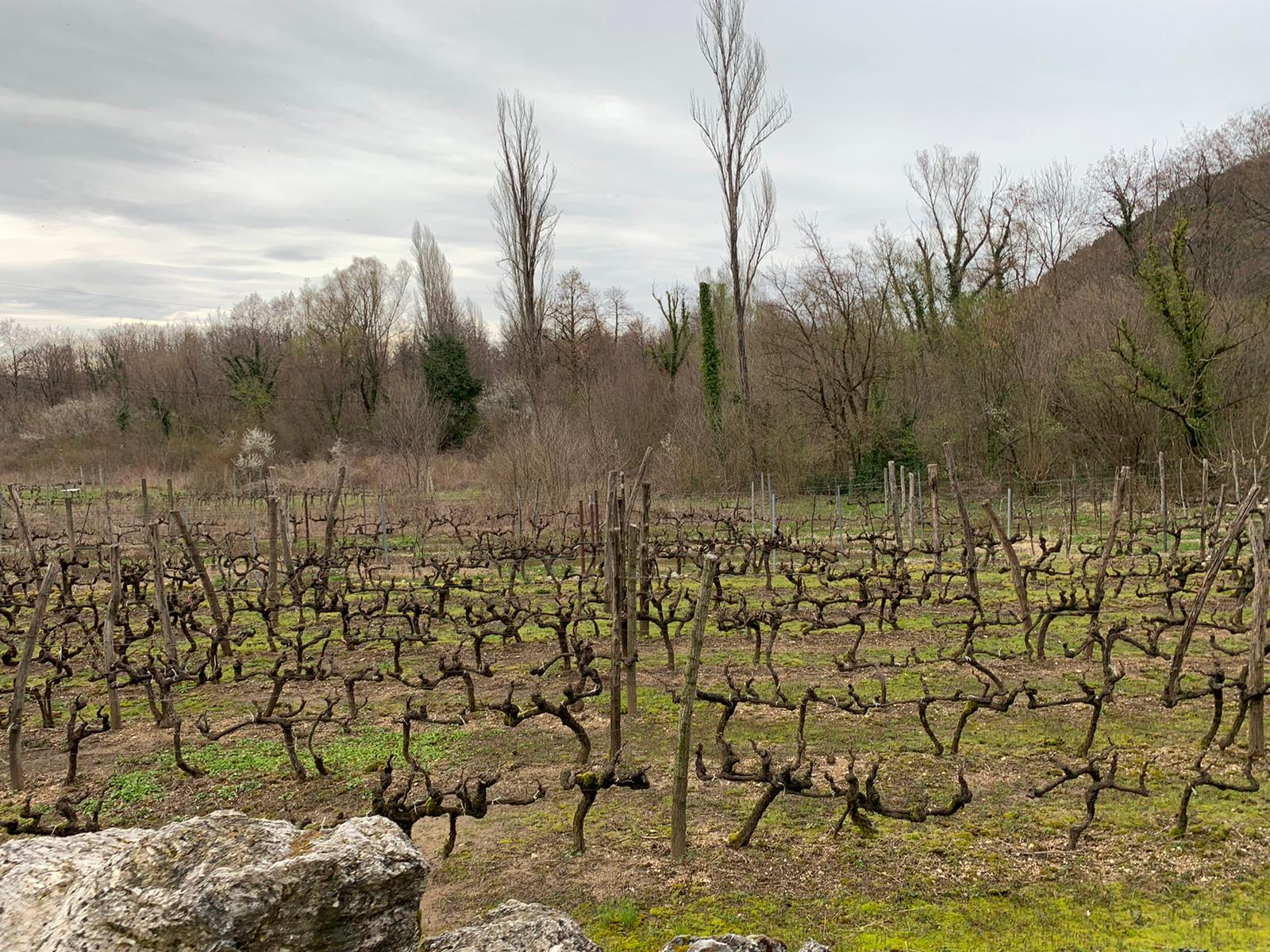
Weinberg am Skadarsee, Montenegro

Weinbau in Montenegro wird an der Adriaküste und in besonderem Maße in der Region um den Skadarsee betrieben. Bekannt sind die autochthonen Rebsorten Krstač und Vranac. 
Erzeugt wurden um 2010 auf ca. 11.000 ha vor allem Rotweine. Damit hat Montenegro etwa die Rebfläche des viertgrößten deutschen Anbaugebietes Württemberg. 108 weinerzeugende Betriebe in Montenegro produzieren rund 17 Millionen Liter Wein jährlich. Davon werden ca. 5,7 Millionen Liter exportiert. Der Hauptexport geht in die Nachbarländer Bosnien-Herzegowina, Serbien und Kroatien sowie nach China.

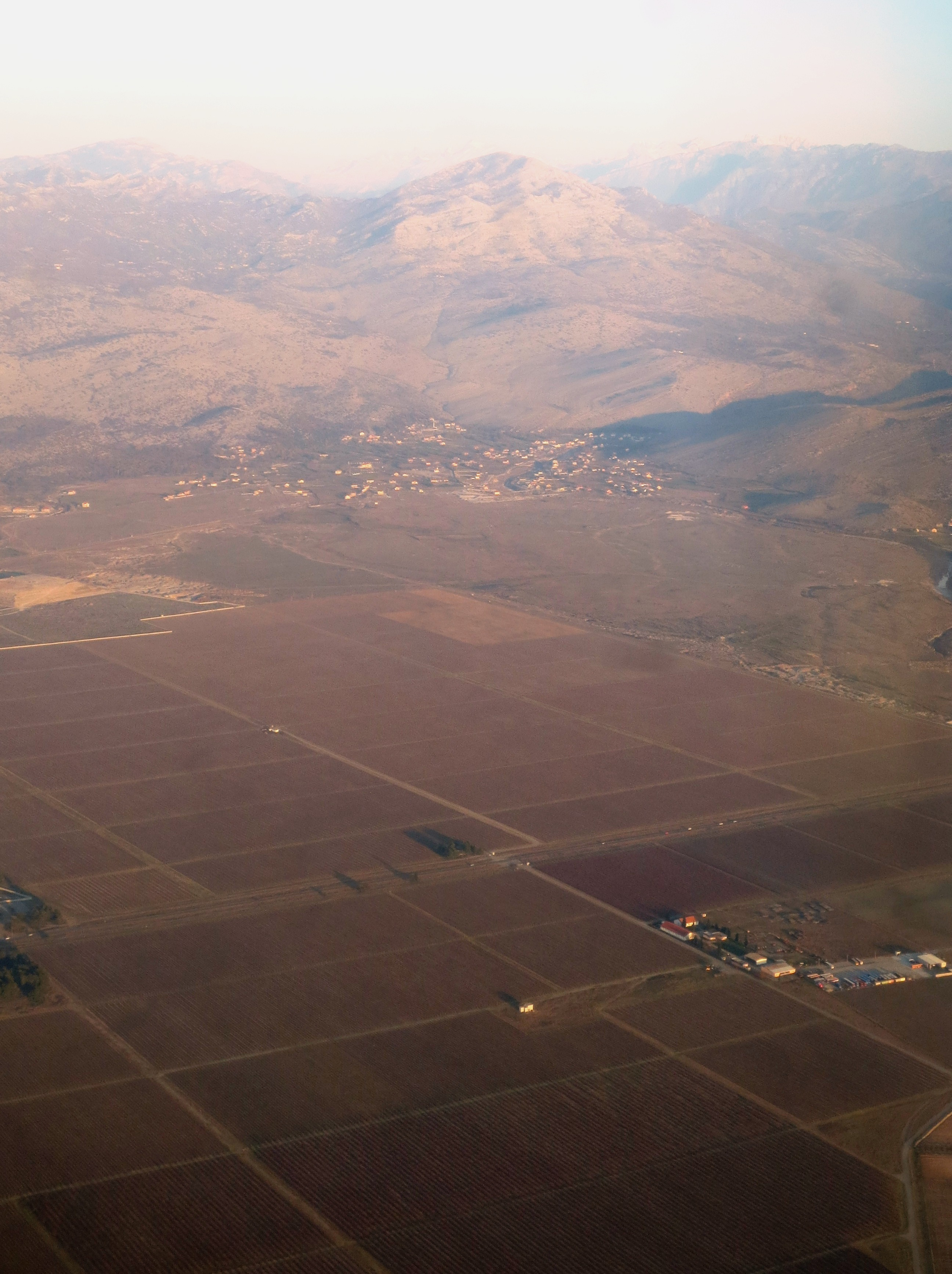
Das Weingut Plantaže bei Tuzi

Die größte Winzerei Montenegros, das staatliche Unternehmen Plantaže, produziert 90 % des Weins des Landes und verfügt über weitläufige Weinberge, die sich südlich von Podgorica bis zum Skadarsee erstrecken und etwa 11,5 Millionen Rebstöcke umfassen, von denen zwei Drittel Vranac sind.

## Geschichte
In Montenegro soll der Weinbau ca. 2200 Jahre alt sein und auf die illyrische Zeit zurückgehen, in der Thraker die ersten Weinreben-Sämlinge in die Balkan-Region eingeführt haben sollen.